# Charles-César Chevalier
Charles-César Chevalier, seigneur du Bois-Chevalier et de La Voisinière, sous-maire en 1653, président au présidial, fut conseiller du roi et maire de Nantes de 1676 à 1678.

## Municipalité
Sous-maire : 
- Pierre Descasaux, sr de la Foliette.

Échevins :
- Briand Fenice, sr de Clermont, procureur à la Chambre des comptes de Bretagne ;
- René Merlet, docteur en médecine ;
- Guillaume de Casalis, avocat à la cour ;
- Louis de Ronseray, procureur aux comptes ;
- François Moriceau, sr de la Halquinnière, procureur au présidial, sénéchal des Périnnes et de Chambalan

Descazaux, Brian, Merlet et de Casalis remplacés par les sieurs Julien Dupé, sr du Bois-Bellot, ancien consul et lieutenant d'une des compagnie de Nantes; Claude Perrault, sr de la Chaussée, marchand ; Julien François, sr du Brossay, marchand à la Fosse ; Jean Corbon, sr de la Gerberie, sénéchal de la Rivière.
Procureur-syndic :
- Nicolas Hervouet, sr du Pasty et de la Piltière, avocat en la cour, docteur en droit civil et canonique de l'université de Nantes.

## Famille Chevalier
Charles César Chevalier est le fils d'Olivier Chevalier, seigneur du Thay et du Bois-Chevalier, conseiller du Roi, conseiller juge magistrat au présidial de Nantes, sous-maire de Nantes, et de Françoise de Grandami. Il épouse Françoise Guichardy de Martigné.
Claude Chevalier est l'épouse de Yves de Monti, comte de Rezé.